# Ostsümmern
Ostsümmern liegt seit der kommunalen Neugliederung, die am 1. Januar 1975 in Kraft trat, in der nordrhein-westfälischen Stadt Menden (Sauerland), Märkischer Kreis.

## Geographie
Ostsümmern liegt im Westen des Stadtgebiets, an der Grenze zum Iserlohner Stadtteil Sümmern.
Am 1. Juli 2017 hatte der „Ortsteil Ostsümmern“ 251 Einwohner.

## Geschichte
Vor dem 1. Januar 1975 lag Ostsümmern in der Gemeinde Sümmern, Amt Menden, Kreis Iserlohn.
Nach dem „Gesetz zur Neugliederung der Gemeinden und Kreise des Neugliederungsraumes Sauerland/Paderborn (Sauerland/Paderborn-Gesetz)“ wurden die damaligen Städte Iserlohn und Letmathe und die damaligen Gemeinden Hennen, Kesbern – mit Ausnahme von einigen Flurstücken – und Sümmern – mit Ausnahme von 5,83 Quadratkilometern – zur neuen Stadt Iserlohn zusammengeschlossen.
Die 5,83 Quadratkilometer Ostsümmerns, auf denen damals etwa 275 Einwohner lebten, wurden in die neue Stadt Menden (Sauerland) eingegliedert.

## Vereine
Zwischen Ostsümmern und dem Stadtteil Platte Heide liegt die Vereinssternwarte der Sternfreunde Menden e. V., in direkter Nachbarschaft des Sportplatzes zum Hülschenbrauck. Der Verein zählt zurzeit etwa 25 Mitglieder und ist insbesondere in der astronomischen Allgemeinbildung sowie der Astrofotografie der Radioastronomie und der praktischen Astronomie tätig. Sein Einzugsbereich reicht vom Kreis Unna über den Märkischen Kreis bis zum Hochsauerlandkreis. Der Reiterverein Menden hat auf der Reitanlage am alten Schulweg seine Heimat gefunden. Der älteste Verein in Ostsümmern ist der Heimatverein Ostsümmern mit dem Vereinslokal „Kastanie“.